# Holica (Góry Sanocko-Turczańskie)
Holica (761 m) – szczyt w Górach Sanocko-Turczańskich.
Jest jednym z wierzchołków środkowej części pasma Żukowa, drugim pod względem wysokości po Buczniku (768 m). Północne jego zbocza opadają do doliny potoku Potoczek i miejscowości Ustjanowa Górna, natomiast południowe w stronę wsi Łobozew Górny. Stoki są zalesione, a grzbiet przecina utwardzona droga leśna.
Przed II wojną światową Ustjanowa Górna (z Holicą) stanowiły wielkie centrum wyszkolenia szybowcowego. Zaczęło się w 1931 od wizyty członków Sekcji Szybowcowej Lubelskiego Klubu Lotniczego, którzy odkryli tu dogodne warunki terenowe oraz termiczne tzw. noszenie odbywając próbne loty. W następnych latach powstał Wojskowy Ośrodek Szybowcowy z lotniskiem szybowcowym. W 1936 na grzbiecie Holicy wybudowano hangar, a na jej zboczu zainstalowano wyciągarkę. W 1939 wojskowa szkoła pilotażu szybowcowego dysponowała 774 płatowcami i 54 stanowiskami startowymi. Miesięcznie szkoliło się tu od 300 do 1000 pilotów. Wśród nich były córki marszałka Józefa Piłsudskiego. Ośrodek podlegał Bazie Lotniczej Oficerskiej Szkoły w Dęblinie. Organizowano także zawody szybowcowe między innymi w 1938 Szybowcowe Mistrzostwa Polski. Podczas wojny szybowisko zostało zniszczone.
Przez Holicę nie prowadzą szlaki turystyczne. Przebiega natomiast szlak konny oraz leśna ścieżka historyczno-przyrodnicza „Żukowem do Krainy Lipieckiej” rozpoczynająca się w Ustjanowej Górnej a kończąca w Żłobku.
Na północnym stoku Holicy nad Ustjanową Górną znajdują się trasy narciarstwa biegowego (wyczynowa z homologacją FIS i rekreacyjna)
W 2023 na grzbiecie Holicy Gmina Ustrzyki Dolne wybudowała wieżę widokową o wysokości 35 m. 